# Экссудативное воспаление
Экссудативное воспаление характеризуется преобладанием процессов экссудации в зоне воспаления. В зависимости от характера экссудата выделяют следующие виды экссудативного воспаления:
1. серозное;
2. фибринозное;
3. гнойное;
4. гнилостное;
5. геморрагическое;
6. катаральное;
7. смешанное;

## Серозное воспаление
При серозном воспалении образуется серозный экссудат, содержащий 2—2,5 % белка и некоторые клеточные элементы: лейкоцитов, лимфоцитов и клеток эпителия. Серозное воспаление вызывается следующими причинами:
- воздействие химических либо физических повреждающих факторов, например, при термическом ожоге;
- воздействие ядов и токсинов, вызывающих плазморрагию, например, ящура или натуральной оспы, приводящих к образованию пустул;
- интоксикацией организма, приводящей к серозному воспалению в строме паренхиматозных органов.

Серозное воспаление как правило локализуется в слизистых и серозных оболочках, коже, интерстициальной ткани и др. Прогноз обычно благоприятный — воспаление завершается рассасыванием экссудата и восстановлением структуры и функции повреждённых тканей. Однако при осложнениях серозного воспаления экссудат может сдавливать органы и ткани, приводя к соответствующим нарушениям их функций, например, сдавливание мозговых оболочек при серозном лептоменингите.

## Фибринозное воспаление
При фибринозном воспалении наблюдается образование фибринозного экссудата, в котором помимо лейкоцитов, моноцитов, макрофагов и мёртвых клеток воспалённой ткани содержится значительное количество свёртков фибрина. Разновидности: крупозное воспаление слизистых и серозных оболочек, дифтеритическое воспаление эпителиальной ткани, выстланной плоским или переходным эпителием. Причины фибринозного воспаления: микробная флора, эндо- и экзогенные токсические факторы.
Вначале развивается некроз ткани и агрегация тромбоцитов в зоне воспаления. Мёртвые ткани пропитываются фибринозным экссудатом и покрываются фибринозной плёнкой, под которой размножаются микробы. При крупозном воспалении на поверхности слизистой оболочки трахеи, бронхов, альвеол, плевры, брюшины, перикарда образуется тонкая фибринозная плёнка, которая легко снимается, при этом дефекта подлежащих тканей не происходит. При дифтеритическом воспалении слизистых оболочек зёва, пищевода, желудка, кишечника, матки и влагалища образуется толстая и трудно удаляемая фибринозная плёнка, при снятии которой образуются язвы.
При благоприятном исходе фибринозные плёнки растворяются действием гидролаз лейкоцитов, а исходная ткань полностью восстанавливается. При неблагоприятном завершении экссудат подвергается организации с образованием спаек между листками серозных полостей и даже их облитерацией.

## Гнойное воспаление
Гнойное воспаление характеризуется образованием гнойного экссудата. Он содержит различные активные ферменты, в том числе протеазы, поэтому гнойное воспаление сопровождается лизисом тканей. Гнойное воспаление вызывается действием различных гноеродных микроорганизмов: стафилококков, стрептококков, гонококков и других, оно может развиваться в любых органах и тканях. Среди форм гнойного воспаления различают абсцесс, флегмону и эмпиему, а также гнойные раны.

## Гнилостное (ихорозное) воспаление
Гнилостное воспаление развивается вследствие попадания гнилостной микрофлоры в очаг гнойного воспаления, что наблюдается у ослабленных больных с обширными гнойными ранами или хроническими абсцессами. В случае гнилостного воспаления преобладает некроз тканей с тенденцией к увеличению объёма поражения тканей и нарастанием интоксикации организма. При этом некротизированные ткани представляют собой зловонную массу с запахом гниения.

## Геморрагическое воспаление
Геморрагическое воспаление развивается как продолжение серозного, фибринозного или гнойного воспаления вследствие высокой интоксикации организма и вызванной ей значительной проницаемости сосудов (например, при заболевании чумой, сибирской язвой, натуральной оспой, тяжёлой формой гриппа и некоторыми вирусными инфекциями). При этом в очаг воспаления проникают эритроциты, вследствие чего экссудат приобретает чёрный цвет. Завершение данного вида воспаления (серозно-геморрагического, гнойно-геморрагического) зависит от его этиологии.

## Катаральное воспаление
Катаральное воспаление также не является самостоятельной формой воспаления, поскольку характеризуется присоединением слизи к другому экссудату. Катаральное воспаление вызывается различной инфекцией, термическими и химическими факторами, продуктами нарушенного метаболизма: например, аллергический ринит сопровождается присоединением слизи к серозному экссудату, гнойно-катаральный бронхит наблюдается при гнойном воспалении слизистой оболочки трахеи и бронхов.
Острое катаральное воспаление, как правило, заканчивается полным выздоровлением, хроническое катаральное воспаление может привести к атрофии или гипертрофии слизистой оболочки.
Термин катаральное воспаление (или катар) употребляется только применительно к слизистым оболочкам.